# Time Squad
Time Squad (no Brasil, Esquadrão do Tempo e em Portugal, A Patrulha do Tempo) é uma série de desenho animado norte-americana que foi produzida e exibida pelo Cartoon Network e criada por David Wasson. No Brasil, a estreia da série foi em 1º de fevereiro de 2002 pelo Cartoon Network indo ao ar originalmente até 2003 com reprises esporádicas depois. Também foi exibido nos programas Festolândia e Sábado Animado do SBT e no canal pago Tooncast desde 2010. Em Portugal, a série estreou em 2003 pela TVI.

## Sinopse
A história da série se passa no ano de 100 milhões no futuro, em um satélite futurístico, nessa época foi criado um esquadrão para manter a história do jeito que a conhecemos hoje, já que, por motivo desconhecido, a história começou a sofrer modificações. O esquadrão convoca vários agentes especiais para essas missões, e esses agentes estão divididos em vários grupos.
Um destes grupos é onde a história se passa, os componentes do grupo são: Brito Abelardo, Larry e Otto Lino. Antes de conhecerem Otto, Abelardo e Larry eram incapazes de completar um simples missão, mas com a chegada de Otto, um conhecedor de história, conseguiram completar suas missões corretamente.
Abelardo e Larry conheceram Otto Lino quando acidentalmente Larry colocou as coordenadas erradas em seu computador de viajar no tempo, e por isso acabaram indo para o Século XXI, no orfanato em que Otto estava, vendo que o menino sabia muito de história, Abelardo e Larry resolveram adotá-lo, para poder ajudá-los em suas missões. Desde então Otto vive com Abelardo e Larry em seu satélite futurístico.

## Personagens

### Brito Abelardo
Mais chamado de Abelardo [original Buck Tudrussel] (Dublado pelo falecido Paulo Flores), é pouco inteligente e muito irritado. É o agente mais briguento de todos, sempre irritando Larry em suas tarefas. Abelardo acha que sabe de tudo. Parece ser um agente bem corajoso, mas na verdade não passa de um grande covarde. Ele acha que tudo tem que ser do jeito que ele quer e nunca admite que está errado.

### Lawrence "Larry" 3000
Larry (Dublado por Mauro Ramos), antes de ir para o Esquadrão do Tempo, era um robô de funções diplomáticas, mas por não completar as tarefas direito, foi reprogramado para poder viajar no Esquadrão do Tempo. Larry está sempre limpando e arrumando o satélite onde vivem, mas Abelardo está sempre sujando e bagunçando tudo, e por isso, Larry morre de raiva dele. Tem uma personalidade "critica renascentista" , e é afeminado.

### Otto Lino
Otto [original Otto Osworth] (Dublado pelo falecido Caio César) menino de 8 anos, é do ano 2000, e vivia em um orfanato e todo dia era maltratado pelo valentão e a dona do orfanato. Otto gosta de ler bastante, por isso sabe muito sobre história. Em uma noite foi surpreendido por Abelardo e Larry, que tinham errado as coordenadas de uma missão e acabaram adotando Otto para ajudá-los em suas missões. Seu nome original na série é Otto Osworth.

## Episódios

### Primeira temporada: 2001-2002
| № | Título original                                                              |
| --- | ---------------------------------------------------------------------------- |
| 1 | "Eli Whitney's Flesh Eating Mistake" "Never Look a Trojan in the Gift Horse" |
| Sinopse: - Em uma noite, Larry e Abelardo erram as coordenadas de uma missão e vão parar em um orfanato no ano 2000, onde conhecem Otto, um menino órfão que sofre muito no orfanato. Vendo que Otto sabe muito de história, Larry e Abelardo decidem leva-lo para que ele os ajude nas missões. Em sua primeira missão juntos, os três voltam para a Georgia no ano de 1783, para fazer com que Eli Whitney invente o descaroçador de algodão - em vez disso, ele está construindo robôs comedores de carne. Primeira aparição: Abelardo, Larry e Otto. - Abelardo, Larry e Otto vão para a Grécia antiga ajudar os espartanos a fazer o Cavalo de Troia. |                                                                              |
| 2 | "Napoleon the Conquered" "Confucius Say... Way Too Much"                     |
| Sinopse: - O esquadrão viaja para a França no século XVIII para ajudar Napoleão Bonaparte, que não está tendo tempo para fazer suas conquistas territoriais porque sua esposa Josefina quer que ele fique em casa, cuidando das crianças. - O esquadrão vai para a China antiga para ajudar Confúcio, que continua um grande filósofo, mas está escrevendo livros tão grandes que ninguém se interessa em ler. |                                                                              |
| 3 | "The Island of Doctor Freud" "Daddio Da Vinci"                               |
| Sinopse: - Sigmund Freud está hipnotizando seus pacientes e fazendo-os agir como animais. E o esquadrão terá que resolver isso. - O Esquadrão do Tempo tenta ajudar Leonardo da Vinci, que desistiu da pintura para se tornar um beatnik. |                                                                              |
| 4 | "To Hail with Caesar" "Robin' and Stealin' with Mr. Hood"                    |
| Sinopse: - Desta vez, a missão é ajudar Júlio César, que não está governando direito e com isso a Roma antiga tornou-se uma cidade frágil. O Esquadrão consegue resolver o problema rapidamente, mas Abelardo decide se tornar imperador no lugar de César. - Otto, Larry e Abelardo viajam para a Inglaterra medieval para ajudar Robin Hood, que em vez de roubar dos ricos para dar aos pobres, está roubando dos pobres para dar aos ricos. |                                                                              |
| 5 | "Dishonest Abe" "Blackbeard, Warm Heart"                                     |
| Sinopse: - Abraham Lincoln cansou de ser honesto e íntegro e agora está pregando peças nas pessoas. O esquadrão decide lhe mostrar um pouco do seu próprio remédio. - O Esquadrão do Tempo vai ajudar Edward Teach, que em vez de se preocupar com saques e pilhagem, agora quer salvar o meio ambiente. |                                                                              |
| 6 | "Ludwig van Bone-Crusher" "Tea Time for Time Squad"                          |
| Sinopse: - Desta vez, a missão do Esquadrão do Tempo é ajudar Ludwig van Beethoven, que em vez de um músico, tornou-se um feroz lutador. - O Esquadrão do Tempo viaja para Boston em 1773, na época próxima à independência dos Estados Unidos. Os Filhos da Liberdade não querem despejar o chá no porto de Boston, porque eles estão gostando do chá. |                                                                              |
| 7 | "If It's Wright, It's Wrong" "Recruitment Ad Killing Time"                   |
| Sinopse: - O Esquadrão do Tempo viaja para 1903 para ajudar os Irmãos Wright a inventar o avião. - Um anúncio de recrutamento para o Esquadrão do Tempo. - O Esquadrão do Tempo vai ajudar Nicolau Copérnico, que em vez de um astrônomo, tornou-se um agricultor. |                                                                              |
| 8 | "Big Al's Big Secret" "Larry Upgrade"                                        |
| Sinopse: - Desta vez, a missão do Esquadrão do Tempo é ajudar Albert Einstein, que em vez de um físico e gênio da matemática, tornou-se um vendedor de carros usados no Texas, conhecido como "Big Al". - Larry acaba acidentalmente retrocedendo sua própria programação e torna-se um robô que só sabe servir hambúrgueres para Abelardo. |                                                                              |
| 9 | "Betsy Ross Flies Her Freak Flag" "Every Poe Has a Silver Lining"            |
| Sinopse: - Abelardo, Larry e Otto tentam ajudar George Washington e Betsy Ross durante a Revolução Americana. - Edgar Allan Poe esqueceu o quão horrível o mundo é e tornou-se um escritor de livros excessivamente alegres para as crianças. |                                                                              |
| 10 | "The Prime Minister Has No Clothes" "Nutorius"                               |
| Sinopse: - Winston Churchill, o Primeiro-Ministro da Inglaterra durante a Segunda Guerra Mundial, virou um naturista. Até que Larry tem uma ideia para fazê-lo usar roupas. - O Esquadrão do Tempo é avisado de que algo estaria errado com George Washington Carver, mas quando eles viajam no tempo para vê-lo, descobrem que ele continua se dedicando ao amendoim e tudo parece normal. Até que é revelado que George tem um irmão malvado, chamado Todd, que pretende acabar com o sucesso do irmão. |                                                                              |
| 11 | "Kubla Khan't" "Lewis & Clark & Larry"                                       |
| Sinopse: - Kublai Khan tornou-se um grande fã de quadrinhos, e o Esquadrão do Tempo parte para ajuda-lo. Para esta missão, Otto, Larry e Abelardo terão a ajuda de uma outra equipe do Esquadrão do Tempo, formada pela agente Sheila Sternwell, ex-namorada de Abelardo, e pelo robô XJ5. Primeira aparição: Sheila Sternwell e XJ5. - A missão agora é ajudar a dupla de exploradores Lewis e Clark após uma discussão que está os separando. |                                                                              |
| 12 | "Ivan the Untrainable" "Where the Buffalo Bill Roams"                        |
| Sinopse: - Após uma missão, Abelardo acaba trazendo Ivan IV da Rússia para o satélite. Ivan age como se fosse um cachorro. - O Esquadrão do Tempo tenta ajudar Buffalo Bill, que em vez de ajudar a formar a Pony Express, tornou-se o dono de uma revista tabloide que ninguém lê. |                                                                              |
| 13 | "Houdini Whodunit?!" "Feud for Thought"                                      |
| Sinopse: - Depois de um treinamento malsucedido no simulador virtual, Abelardo, Larry e Otto tentam ajudar Harry Houdini, que está usando suas ilusões para cometer crimes. - O Esquadrão do Tempo viaja para a Virgínia em 1876 e descobrem que as famílias Hatfield e McCoy estão em paz, em vez de lutando entre si. Larry quer que eles continuem assim. Otto, com a ajuda de Abelardo, tenta pensar num jeito de fazer as duas famílias lutarem. |                                                                              |

### Segunda Temporada (2002–2003)
| № |     | Título                                                  | Escritor(es)                                  | Storyboard                    | Data                   |
| --- | --- | ------------------------------------------------------- | --------------------------------------------- | ----------------------------- | ---------------------- |
| 14 | 1a  | "A Sandwich by Any Other Name Shop Like an Egyptian"    | Michael Karnow, Dave Wasson, Carlos Ramos     | Sahin Ersöz                   | 22 de março de 2002    |
| - O Conde de Sandwich tem de ser convencido a mudar o nome de seu prato, que ele quer chamar de "Monte fedido de cocô". - Cleópatra planeja transformar as pirâmides do Egito em imensos shopping centers, e a missão se complica com Abelardo se apaixonando pela rainha. |     |                                                         |                                               |                               |                        |
| 15a | 2a  | "Planet of the Flies Keepin' It Real with Sitting Bull" | Carlos Ramos, Dave Wasson, and Michael Karnow | Brandon Kruse                 | 29 de março de 2002    |
| - Quando Abelardo esmaga uma mosca na Idade da Pedra ajudando homens das cavernas a descobrir o fogo, o efeito borboleta faz a Inglaterra de 1323 ser atacada por uma mosca gigante, o futuro a ser dominado por moscas insectoides. - Touro Sentado quer festejar depois de interpretar errado uma visão, forçando o Esquadrão a fazê-lo mudar de ideia antes da Batalha de Little Bighorn.                                                                                 |     |                                                         |                                               |                               |                        |
| 16 | 3a  | "A Thrilla at Attila's Cabin Fever!"                    | Carlos Ramos, Dave Wasson, and Michael Karnow | Trevor Wall                   | 5 de abril de 2002     |
| - Em uma paródia de Rashomon, Abelardo, Larry, e Otto tem relatos diferentes de como fizeram Átila, o Huno deixar de ser covarde e voltar a ser o guerreiro sanguinário. - Depois de uma missão violenta para convencer Louis Armstrong a voltar a fazer música em vez de fazer um buraco até o centro da Terra, o Esquadrão do Tempo passa um longo tempo sem receber operações, eventualmente levando-os ao tédio e a loucura.                                             |     |                                                         |                                               |                               |                        |
| 17a | 4a  | "Pasteur's Packs O' Punch Floundering Fathers"          | Carlos Ramos, Dave Wasson, and Michael Karnow | Ty Schafrath                  | 26 de abril de 2002    |
| - Enquanto Larry sofre mudanças de personalidade após uma eletrocução, o Esquadrão tenta fazer Louis Pasteur criar o leite pasteurizado em vez de sucos em pó. - Otto pega uma gripe após passar frio convencendo Karl Marx a desistir de construir um iglu e escrever o Manifesto Comunista, levando Larry e Abelardo a ter dificuldades ajudando a escrita da Declaração da Independência dos Estados Unidos.                                                              |     |                                                         |                                               |                               |                        |
| 18 | 5a  | "The Clownfather Hate and Let Hate"                     | Michael Karnow, Dave Wasson, and Carlos Ramos | Ed Baker                      | 10 de maio de 2002     |
| - Nos anos 20, Al Capone, inspirado por uma experiência traumática de infância, transformou sua gangue em palhaços. - Uma discussão de Larry e Abelardo após uma missão para fazer Hernando de Soto criar uma colônia em vez de um resort em Cuba faz ambos não perceberem que largaram Otto em uma ilha deserta, forçando-o a sobreviver enquanto os dois brigam no futuro.                                                                                                 |     |                                                         |                                               |                               |                        |
| 19a | 6a  | "Love at First Flight Forget the Alamo"                 | Carlos Ramos, Dave Wasson, and Michael Karnow | Gary Hartle                   | 17 de maio de 2002     |
| - No aniversário de um ano de Otto com o time, a equipe tem de fazer Amelia Earhart a superar sua misofobia e fazer seu voo transatlântico. - Davy Crockett e suas tropas (incluindo um ancestral de Abelardo, Jeremiah) estão preparando uma festa no Álamo para as tropas mexicanas que estão prestes a atacar o lugar. |     |                                                         |                                               |                               |                        |
| 20a | 7a  | "Repeat Offender Ladies and Gentlemen... Monty Zuma"    | Michael Karnow, Dave Wasson, and Carlos Ramos | Kurt Dumas                    | 7 de junho de 2002     |
| - Abelardo mostra a prisão do satélite com figuras que se recusam a cumprir seu papel histórico, como um Mahatma Gandhi que insiste em sapatear, e um Sócrates planejando trocar a filosofia por educação física. Quando Barba-Negra volta a pensar em ambientalismo, acaba sendo levado para lá também. - Enquanto Otto tenta ensinar Abelardo a ser mais sensível, o grupo volta no tempo para parar a carreira de comediante do imperador Asteca Montezuma.               |     |                                                         |                                               |                               |                        |
| 21a | 8a  | "White House Weirdness Nobel Peace Surprise"            | Michael Karnow, Dave Wasson, and Carlos Ramos | Mary Hanley and Kevin Kaliher | 14 de junho de 2002    |
| Em uma paródia de Scooby-Doo, o Esquadrão do Tempo enfrenta versões monstruosas de ex-presidentes na Casa Branca, que na verdade era uma peça de William Howard Taft - Com a ajuda de Shela and XJ5, o Esquadrão tem de convencer Alfred Nobel a não dar prêmios de paz para criminosos como Black Bart, Jack o Estripador, Lizzie Borden, Grigori Rasputin, e Catherine O'Leary.                                                                                            |     |                                                         |                                               |                               |                        |
| 22a | 9a  | "Out with the In Crowd Child's Play"                    | Carlos Ramos, Dave Wasson, and Michael Karnow | Sahin Ersöz                   | 8 de novembro de 2002  |
| - Uma decisão do Esquadrão de tirar férias em vez de salvar Henry Morton Stanley de canibais na sua busca por David Livingstone traz dois ídolos de Abelardo e Larry, J.T. Lazer e Lance 9 Trillion para a missão. - Em um episódio cheio de autoparódia, William Shakespeare, que passou a escrever peças infantis, decide fazer uma produção inspirada no Esquadrão. |     |                                                         |                                               |                               |                        |
| 23a | 10a | "Day of the Larrys Old Timers Squad"                    | Michael Karnow, Dave Wasson, and Carlos Ramos | Brandon Kruse                 | 21 de março de 2003    |
| - Cansado das missões, Larry cria outro de si com peças sobressalentes. Isso cria uma reação em cadeia que enche o satélite de Larrys. - Enquanto o Esquadrão viaja no tempo para ajudar na criação do código Morse, é surpreendido por versões idosas de si mesmos. |     |                                                         |                                               |                               |                        |
| 24a | 11a | "Billy the Baby Father Figure of Our Country"           | Carlos Ramos, Dave Wasson, and Michael Karnow | Ed Baker                      | 28 de março de 2003    |
| - Billy the Kid está usando seu codinome para se vestir de bebê, fazendo-o nada intimidante. O Esquadrão tenta ensiná-lo a ser um criminoso de verdade enquanto são perseguidos por um xerife parecido com Clint Eastwood. - George Washington cansou de ser famoso e quer ser pai, e Otto aceita ser filho dele. Enquanto Abelardo tenta convencê-lo a voltar, Larry vai às compras.                                                                                        |     |                                                         |                                               |                               |                        |
| 25a | 12a | "Ex Marks the Spot Horse of Horrors"                    | Dave Wasson, Carlos Ramos, and Michael Karnow | Trevor Wall                   | 4 de abril de 2003     |
| - Tuddrussel e Sheila se encontram de novo quando suas missões se cruzam, já que Joana d'Arc e Johannes Gutenberg trocaram de lugar. - Paul Revere cria medo de cavalos, algo que o Esquadrão tem de resolver para sua famosa cavalgada. |     |                                                         |                                               |                               |                        |
| 26a | 13a | "Floral Patton Orphan Substitute"                       | Carlos Ramos, Dave Wasson, Michael Karnow     | Stephen Sandoval              | 26 de novembro de 2003 |
| - O Esquadrão do Tempo encontra o general George S. Patton como um florista, e tem que convencê-lo a largar a floricultura e ir lutar a Segunda Guerra Mundial. - Quando o Esquadrão volta a 2002 para convencer George W. Bush a não construir a maior bola de lã do mundo, a dona do orfanato de Otto o pega de volta, forçando Abelardo e Larry a procurar outro órfão esperto para resolver sua missão seguinte com Cristóvão Colombo sendo vendedor de cachorro quente. |     |                                                         |                                               |                               |                        |